# Porto Real Country Club
Porto Real Country Club é uma agremiação esportiva de Porto Real, fundada a 1 de abril de 1951. Atualmente o clube possui apenas o clube social.

## História
O alvirrubro de Porto Real estreou no profissionalismo em 1991 ao participar da Terceira Divisão de profissionais, que na prática era a quarta. Após dois turnos disputados sob uma fase única se sagrou vice-campeão ao perder para o Esporte Clube Barreira. Bayer Esporte Clube, Everest Atlético Clube, Opção Futebol Clube, Grêmio Olímpico Mangaratiba, Portela Atlético Clube, Nilópolis Futebol Clube, Bela Vista Futebol Clube e Associação Atlética Colúmbia foram os outros colocados pela ordem de classificação.
Em 1992, o Porto Real fez sua última aparição no profissionalismo ao disputar a Segunda Divisão, que na prática era a terceira. Após a primeira fase, o time ficou em quarto no Grupo "A" atrás de Colégio Futebol Clube, Tamoio Futebol Clube e Monte D'Ouro Futebol Clube. Esporte Clube Siderantim e GREFFEM foram os últimos. Se classificaram apenas os três primeiros à fase seguinte.
Chegou a disputar a Copa Rio de 2000, chegando à segunda fase quando foi eliminado pelo Casimiro de Abreu Esporte Clube.
Após essa curta experiência, o Porto Real passou a atuar nos certames promovidos pela liga local.

## Estatísticas

### Participações
| Competição          | Temporadas | Melhor campanha     | Estreia | Última | P | R |
| ------------------- | ---------- | ------------------- | ------- | ------ | - | - |
| Série B2 do Carioca | 1          | Vice-campeão (1991) | 1991    | 1991   | – | – |